# Кладбище Королей

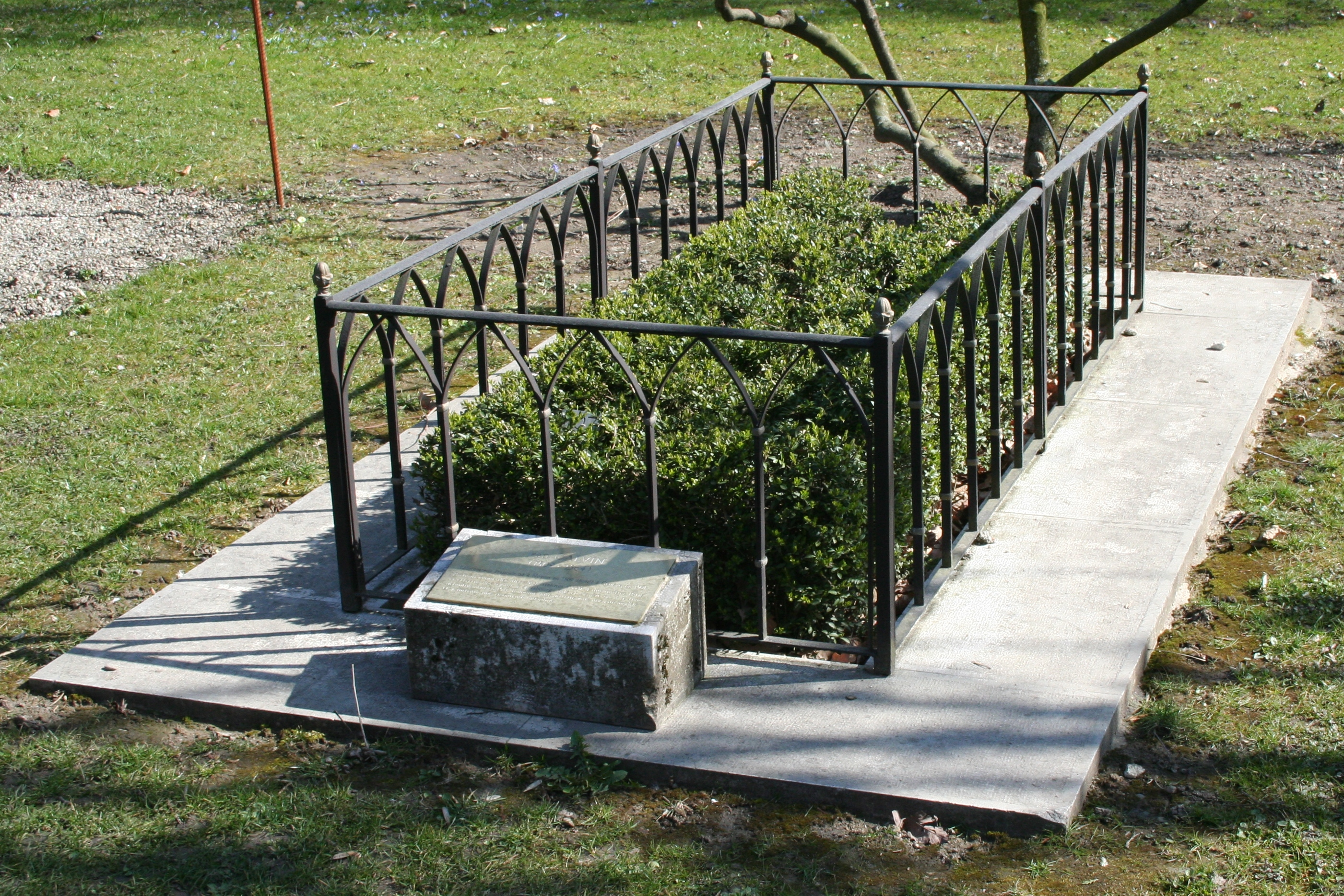
Могила Жана Кальвина

Кладбище Королей, или кладбище Пленпале (фр. cimetière des Rois, cimetière de Plainpalais) — кладбище в Женеве.

## История
Было основано в 1482 году при лечебнице для зачумленных, открытой в 1469 году. Получило название по улице, на которой находилось: под королями имелись в виду победители в ежегодных соревнованиях аркебузиров (короли стрелков), чье стрельбище в XVI—XIX вв. размещалось в данном квартале.
До 1876 года на кладбище хоронили исключительно протестантов, в 1883 году оно стало открытым для всех, арендовавших здесь землю, весьма недешёвую. В XX в. тут чаще всего хоронили чиновников городской администрации. Но на кладбище погребены и многие выдающиеся деятели культуры.
На кладбище находится могила первой дочери Ф. М. Достоевского и А. Г. Сниткиной Софьи, умершей в трехмесячном возрасте.

## Галерея

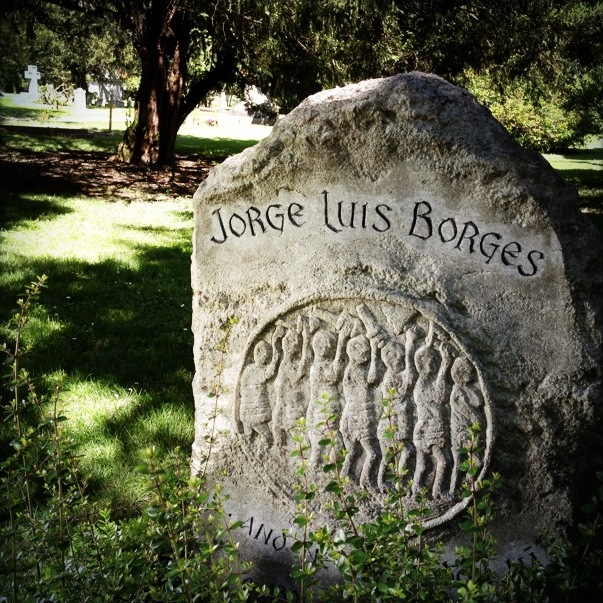
Борхес, Хорхе Луис
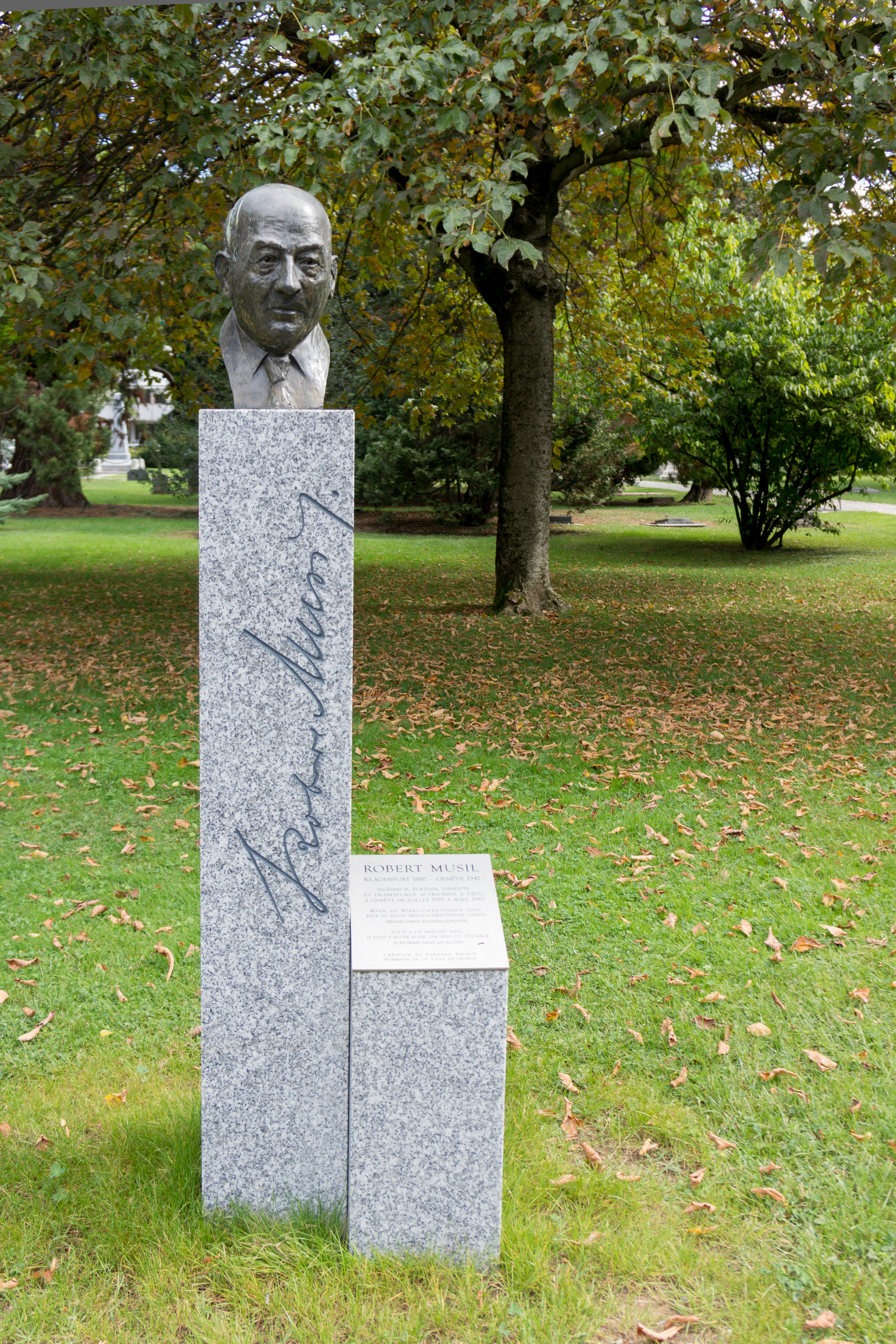
Музиль, Роберт
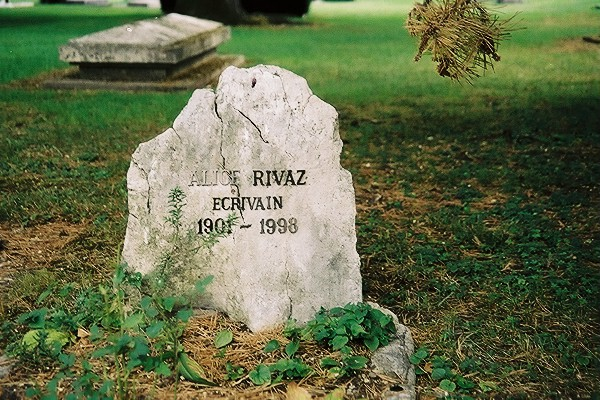
Алиса Ривас
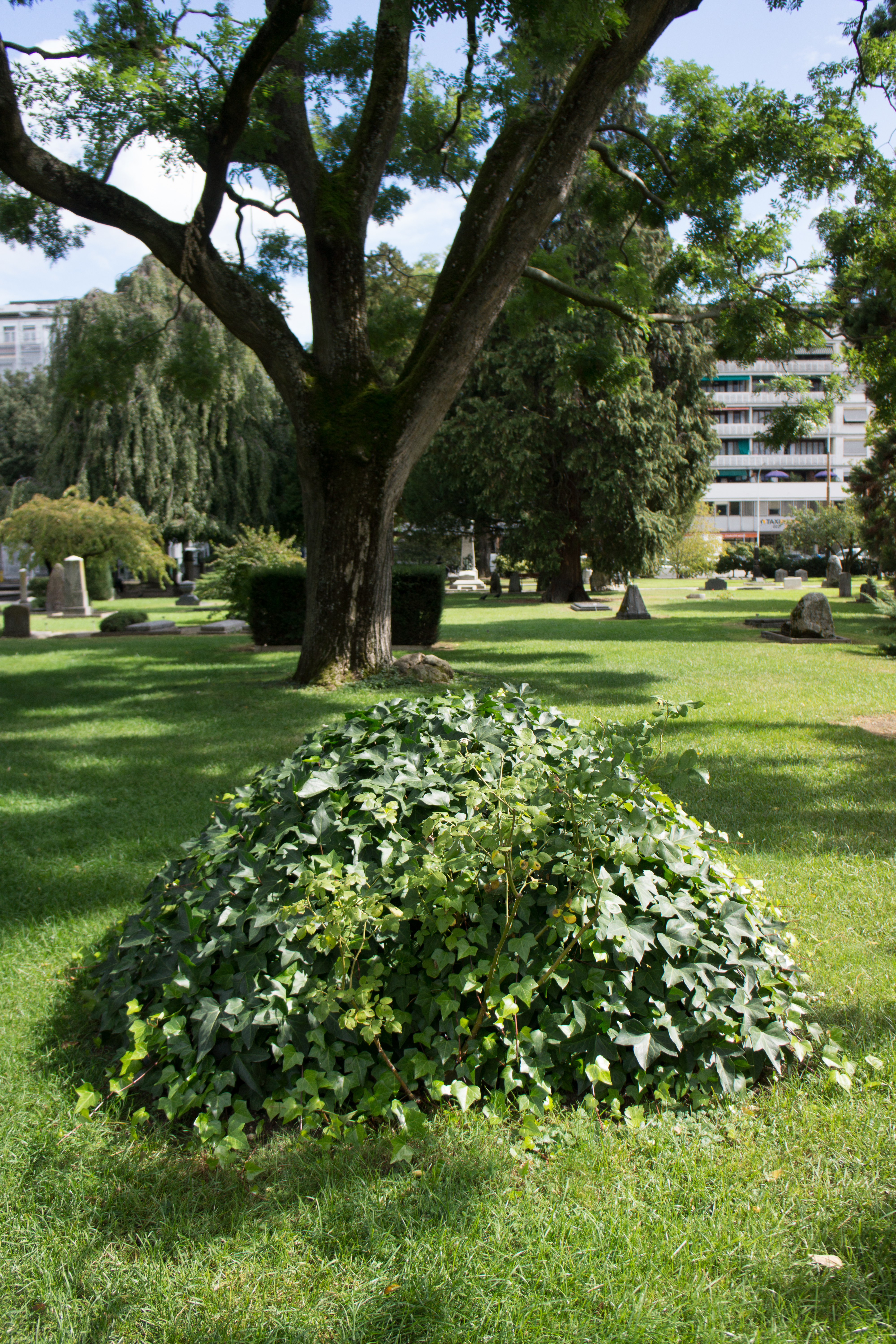
Ружмон, Дени де
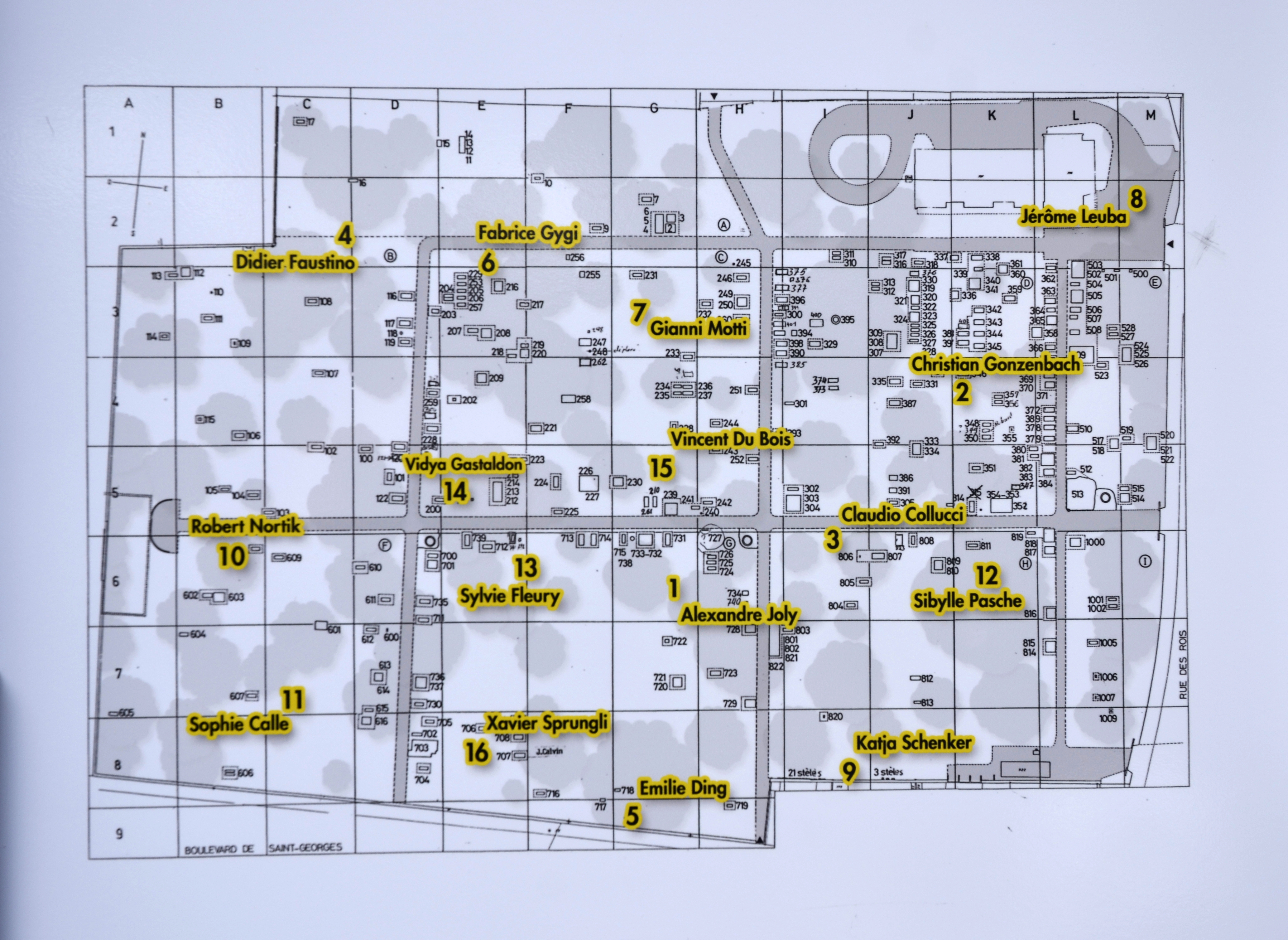
план кладбища

## Погребенные
Среди погребенных здесь:
- Эрнест Ансерме, дирижер
- Хорхе Луис Борхес
- Огюстен Пирам Декандоль, ботаник
- Альберто Хинастера, аргентинский композитор
- Хэмфри Дэви, английский химик
- Эмиль Жак-Далькроз
- Александр Калам, швейцарский художник
- Жан Кальвин
- Людвиг Квидде
- Ганс Вильсдорф, основатель Rolex
- Франк Мартен
- Жан Пиаже
- Алиса Ривас, писательница
- Дени де Ружмон
- Орас Бенедикт де Соссюр
- Людвиг Холь
- Жанна Эрш
- Пикте де Рошмон, Шарль — государственный и политический деятель, дипломат, агроном. Автор декларации о постоянном нейтралитете Швейцарии.
- Сержиу ди Меллу, верховный комиссар ООН по правам человека